# Березинський район
Бере́зинський райо́н — адміністративно-територіальна одиниця Мінської області Білорусі, з центром у місті Березино.

## Адміністративний поділ
В Березинському районі налічується 218 населених пунктів, головне з них місто Березино. Всі села приналежні до 9-и сільських рад:
- Березинська сільська рада → Бережки • Бриялево • В'язичин • Глухий Тік • Жорнівка • Жуковець • Краснопілля • Лешниця • Новосілки • Ольхівка • Положине • Прибрежне • Присади • Пружанка • Світлиця • Слобода • Тростянка.

- Богушевицька сільська рада → Богушевичі • Божине • Бичин • Вилятино • Винорове • Висока Гора • Головні Ляди • Городище • Нове Городище • Дубовий Лог • Єдлине • Калюга 1 • Калюга 2 • Красна Гірка • Красна Зорька • Крупка • Мотилянка • Михайлево • Осмолівка • Островский Перевіз • Перевіз • Притерпа • Регіспілля • Тополя • Устя • Чижаха • Якшиці.

- Дмитровицька сільська рада → Бєлавичі • Бер'є • Викрас • Дмитровичі • Коренець • Красне • Лесковичі • Манча • Михеєвичі • Новосілля • Орешковичі • Прудок • Рудня • Шеверничі.

- Капланецька сільська рада → Августове • Березниця • Василівка • Воловниця • В'язькутин-1 • В'язькутин-2 • Галинка • Гореничі • Гурещина • Долголісся • Дубровка • Засвятиця • Кам'яний Борок • Капланці • Косовка • Червоний Бір • Червоний Кут • Людвикове • Матевичі • Мостище • Руденка.

- Мачеська сільська рада → Бабинка • Березівка • Боровиця • Биковичі • Воли • В'юнівка • Гужик • Дашниця • Дубровка • Дуліби • Журавок • Заброддя • Задор'є • Калинівка • Коробовське • Козлів Берег • Лосівка • Любушани • Мачеськ • Межонка • Нестерівка • Нові Приборки • Підосове • Пчелинськ • Рубіж • Старі Приборки • Тересино • Хутір • Ягідка.

- Погостівська сільська рада → Борсуки • Березівка • Василівщина • Верхлівка • Вишівка • Висока Гора • В'яззя • Горуни • Гатець • Глинище • Дев'яниця • Єлівка • Журівка • Задубров'я • Замосточчя • Корма • Клубча • Кукорєво • Лиситник • Меденка • Милостове • Ольшанець • Погост • Селище • Старі Гумни • Стайченка • Стовпи • Тильківка • Харчичі • Хватівка.

- Поплавська сільська рада → Великі Логи • Борки • Гута • Домашки • Жабихове • Железково • Жеремець • Заболоття • Забір'я • Заямне • Зелений Гай • Калініно • Костовщина • Червона Поляна • Червоний Берег • Червоний Дар • Червоний Сад • Кринки • Купи • Лучки • Малі Логи • Микуличі • Негоничі • Мартиянівка • Новини • Павлівка • Погулянка • Підволожка • Поплави • Смолярня • Соснове Болото • Старий Будків.

- Селібська сільська рада → Борсучина • Бродець • Восход • Жалино • Зорька • Ільїнка • Колос • Кропивня • Красне • Черовоний Орач • Лучний Міст • Маївка • Місцино • Мирославка • Налази • Нове Життя • Осове • Відвага • Островки • Оступ • Плісичине • Підкамінь • Путькове • Селіба • Старий Койтин • Улісся.

- Ушанська сільська рада → Білиця • Біличани • Березівка • Боровина • Гряди • Демешківка • Замок • Кленівка • Калюжиця • Котове • Крупа • Любач • Ляжино • Мурава • Нова Князівка • Нова Мощениця • Осове • Селянка • Снуя • Стара Князівка • Стара Мощениця • Уша.

## Люди
В районі народились:
- Микола Равєнскі (1886—1953) — білоруський композитор, дириґент, музичний критик.
- Якимович Борис Анатолійович — російський вчений в області автоматизації технологічних процесів (село Поплави).

| Білорусь | Це незавершена стаття з географії Білорусі. Ви можете допомогти проєкту, виправивши або дописавши її. |